# Heyun
Heyun är en köping i sydöstra Kina. Den ligger i stadsdistriktet Qingxin i staden Qingyuan i provinsen Guangdong, omkring 95 kilometer norr om provinshuvudstaden Guangzhou. Antalet invånare är 86 951. Befolkningen består av 41 648 kvinnor och 45 303 män. Barn under 15 år utgör 20,0 %, vuxna 15-64 år 69 %, och äldre över 65 år 9,0 %.